# Осокин, Николай Алексеевич
Николай Алексеевич Осокин (1843—1895/1896) — русский учёный-медиевист, генеалог, писатель
, общественный деятель, заслуженный профессор Казанского университета; действительный статский советник.

## Биография
Родился 10 апреля 1843 года. Был незаконнорождённым сыном мещанки Надежды Осиповны Осокиной. Предполагаемым биологическим отцом его был граф Иван Давыдович Делянов (1818—1897), ставший впоследствии министром народного просвещения, и, хотя документальных подтверждений тому не имеется, частое и своеобразное пересечение его жизненного пути с деятельностью этого видного сановника делает подобное предположение вполне вероятным.
Восприемником незаконнорождённого мальчика стал унтер-шахмейстер 1 класса штаба корпуса горных инженеров Алексей Алексеевич Плотников, имя которого стало отчеством Осокина. Жил он у своей крёстной матери, работавшей экономкой в одном из аристократических домов Петербурга. Крёстная заботилась о воспитании мальчика, содержала его и определила для начального обучения в немецкую реформатскую школу, по окончании которой Николай был определён во второй класс пятой петербургской гимназии. Уже в четвёртом классе он стал давать частные уроки в доме профессора Н. М. Преображенского, признанного специалиста по античной истории. В 1859 году в «Сыне Отечества» (№ 35) за подписью Н. О — н. был напечатан его рассказ «Ключница».
В 1860 году окончил гимназию и по совету Н. М. Преображенского поступил на историко-филологический факультет Санкт-Петербургского университета, где слушал лекции М. М. Стасюлевич, Н. И. Костомаров, И. И. Срезневский и А. Н. Пыпин. Однако обучение его было прервано в 1861 году вспыхнувшими в столице студенческими волнениями, в которых он сам участие не принимал. После закрытия университета перевёлся на историко-филологический факультет Казанского университета, который в 1865 году окончил с золотой медалью в звании кандидата. Был оставлен в университете для приготовления к профессорскому званию и по настоянию Н. Н. Булича сдавать магистерские экзамены отправился в 1867 году в Московский университет.
В 1864 году в журнале Ф. М. Достоевского «Эпоха» была напечатана монографии Н. А. Осокина «Савонарола и Флоренция», которую он защитил в 1867 году как сочинение, дающего право на
преподавание и Советом Казанского университета был единогласно избран «исполняющим должность доцента по кафедре всеобщей истории». В конце 1867 года прочитал две пробные лекции, которые впоследствии были напечатаны в «Учёных записках Казанского университета», затем вышли отдельным изданием в типографии университета. Со второго семестра 1867/1868 учебного года Н. А. Осокин приступил к чтению лекций по всеобщей истории; читал два курса: общий курс древней истории и специальный курс по истории XII века.
После защиты первого тома «Истории альбигойцев и их времени» 22 мая 1869 года был утверждён в степени магистра и 27 мая избран, а затем утверждён, доцентом университета; с декабря 1869 года имел чин надворного советника. Для продолжения работы над своим сочинением получил в 1870 году четырёхмесячную командировку во Францию. На основании архивных материалов составил и в 1872 году защитил докторскую диссертацию «Первая инквизиция и завоевание Лангедока французами»; 16 мая 1872 года был утверждён в докторской степени, 22 мая выбран экстраординарным, а 25 ноября того же года — ординарным профессором по кафедре всеобщей истории.
Придерживался умеренно-либеральных политических взглядов и выраженных позитивистских подходов к изучению истории Средневековья. С 1872 года был также секретарём историко-филологического факультета, редактором «Известий» и «Учёных записок Казанского университета». Также в 1872/1873 учебном году (затем ещё и в 1886—1889 годах) временно преподавал на кафедре истории западно-европейских литератур.
В 1874 году женился на Анне Кириловне Марьиной. В 1874—1875 годах работал в архивах Польши, Германии, Австро-Венгрии, Франции, Италии; в 1876 года снова был в Италии.
С 21 мая 1875 года — статский советник, 26 декабря 1877 года был произведён в действительные статские советники. Был утверждён в потомственном дворянстве (Указ Правительствующего сената от 03.10.1885).
С 27 октября 1892 года состоял в звании заслуженного ординарного профессора.
Был награждён орденами: Св. Анны 2-й ст. (1873), Св. Владимира 3-й ст. (1882), Св. Станислава 1-й ст. (1886), Св. Анны 1-й ст. (1892). Вёл активную общественную деятельность по развитию и устройству школ в Казани, организации женского профессионального образования, организации учебно-педагогического музея в Казани, расширению сети железных дорог в России.
Жизнь его окончилась 29 декабря 1895 (10 января 1896) года — 52-летний учёный покончил жизнь самоубийством в здании университета. Причины поступка не совсем известны. В начале декабря 1895 году у него произошёл душевный надлом. Осложнились отношения в семье. Вызвало обиду лишение его добавочного оклада, помимо пенсии, которое обычно не практиковалось. Тяжёлые нравственные страдания проявились в письме Н. А. Осокина к Н. И. Афанасьеву, написанном за 4 дня до смерти.